# White Sulphur Springs (Montana)
White Sulphur Springs és una població dels Estats Units a l'estat de Montana. Segons el cens del 2000 tenia 984 habitants.

## Demografia
Segons el cens del 2000, White Sulphur Springs tenia 984 habitants, 443 habitatges, i 265 famílies. La densitat de població era de 413 habitants per km².
Dels 443 habitatges en un 25,3% hi vivien nens de menys de 18 anys, en un 48,1% hi vivien parelles casades, en un 8,4% dones solteres, i en un 40% no eren unitats familiars. En el 37% dels habitatges hi vivien persones soles el 17,8% de les quals corresponia a persones de 65 anys o més que vivien soles. El nombre mitjà de persones vivint en cada habitatge era de 2,16 i el nombre mitjà de persones que vivien en cada família era de 2,84.
Per edats la població es repartia de la següent manera: un 22,4% tenia menys de 18 anys, un 6,9% entre 18 i 24, un 22,5% entre 25 i 44, un 26,9% de 45 a 60 i un 21,3% 65 anys o més.
L'edat mediana era de 44 anys. Per cada 100 dones de 18 o més anys hi havia 92,9 homes.
La renda mediana per habitatge era de 28.229 $ i la renda mediana per família de 34.342 $. Els homes tenien una renda mediana de 23.403 $ mentre que les dones 13.929 $. La renda per capita de la població era de 13.836 $. Aproximadament l'11,6% de les famílies i el 13,3% de la població estaven per davall del llindar de pobresa.

## Poblacions més properes
El següent diagrama mostra les poblacions més properes.